# 阿斯納科查湖
14°06′13″S 71°28′49″W / 14.10361°S 71.48028°W
阿斯納科查湖（Lake Asnacocha），是秘魯的湖泊，位於該國南部庫斯科大區，由阿科馬約省的莫索克亞克塔區負責管轄，面積33平方公里，海拔高度3,760米。